# Parerigone aurea
Parerigone aurea là một loài ruồi trong họ Tachinidae.